# Coenonympha fonti
Coenonympha fonti är en fjärilsart som beskrevs av De Sagarra 1924. Coenonympha fonti ingår i släktet Coenonympha och familjen praktfjärilar. Inga underarter finns listade i Catalogue of Life.